# باميلا هانزفورد جونسون
باميلا هانزفورد جونسون (بالإنجليزية: Pamela Hansford Johnson)‏ (29 مايو 1912، لندن في المملكة المتحدة - 19 يونيو 1981، لندن في المملكة المتحدة)؛ مؤلِّفة، كاتِبة مسرحية، شاعرة وروائية بريطانية.

## روابط خارجية
- باميلا هانزفورد جونسون على موقع IMDb (الإنجليزية)
- باميلا هانزفورد جونسون على موقع الموسوعة البريطانية (الإنجليزية)
- باميلا هانزفورد جونسون على موقع قاعدة بيانات برودواي على الإنترنت (الإنجليزية)